# Stadio Juan Alberto García
Lo stadio Juan Alberto García (in spagnolo Estadio Juan Alberto García) è un impianto sportivo della città argentina di Resistencia, capitale della provincia del Chaco. Ospita le partite interne del Chaco For Ever e ha una capienza di 25.000 spettatori. È popolarmente conosciuto come El Gigante de la Avenida.

## Storia
Lo stadio fu costruito negli anni cinquanta su progetto dell'architetto Juan Alberto García. Fu inaugurato il 25 maggio 1960 con un'amichevole tra i padroni di casa e i paraguaiani del Cerro Porteño.